# پرت اند ویتنی پی‌تی۱
پرت اند ویتنی پی‌تی۱ (به انگلیسی: Pratt & Whitney PT1) یک موتور هواگرد ساختِ کارخانهٔ پرت اند ویتنی در کشور ایالات متحده آمریکا است. 